# Nozomu Kanaguchi
Nozomu Kanaguchi (金口 望 Kanaguchi Nozomu?, nacido el 8 de septiembre de 1981 en Kioto) es un exfutbolista japonés. Jugaba de centrocampista y su único club fue el Mito HollyHock de Japón.

## Trayectoria

### Clubes
| Club           | País  | Año         |
| -------------- | ----- | ----------- |
| Mito HollyHock | Japón | 2000 - 2002 |